# Quekettia vermeuleniana
Quekettia vermeuleniana (лат.) — вид цветковых растений рода Quekettia семейства Орхидные (Orchidaceae). Впервые описан суринамским ботаником Р. О. Детерманном в 1981 году.
Видовой эпитет дан в честь нидерландского ботаника и коллектора растений Вермёлена.

## Распространение
Первоначально описан как эндемик Суринама; в 2017 году было заявлено об обнаружении этого вида орхидей также и в приграничных районах Бразилии.
Встречается на высоте 50—500 м.

## Ботаническое описание
Небольшое эпифитное растение.
Псевдобульбы латерально сжатые, покрыты плотной чешуйчатой оболочкой серого цвета.
Листья зелёные с фиолетовыми пятнами.
Соцветий одно или два, с мелкими, размером около 0,25 см, цветками.
Цветёт зимой.